# Rijksbeschermd gezicht Urk
Gezicht Urk is een van rijkswege beschermd dorpsgezicht in Urk in de Nederlandse provincie Flevoland. De procedure voor aanwijzing werd gestart op 18 mei 2005. Het gebied werd op 30 juni 2007 definitief aangewezen. Het beschermd gezicht beslaat een oppervlakte van 34,9 hectare.
Panden die binnen een beschermd gezicht vallen krijgen niet automatisch de status van beschermd monument. Wel zal de gemeente het bestemmingsplan aanpassen om nieuwe ontwikkelingen in het gebied te reguleren. De gezichtsbescherming richt zich op de stedenbouwkundige en cultuurhistorische waardering van een gebied en wil het toekomstig functioneren daarvan veiligstellen.